# Xtreem Music
Xtreem Music est un label indépendant espagnol de metal extrême, basé à Madrid. Il est spécialisé dans les genres death metal, black metal, doom metal ou encore thrash metal.

## Histoire
Le label est fondé en 2001 par Dave Rotten, à la suite de la faillite de Repulse Records. Dans une interview pour Metallerium, Rotten explique le déclin de Repulse : « [...] on avait beaucoup de dettes, on investissait beaucoup dans l'enregistrement des albums et rien n'était amorti donc, quelques années avant que tout ne parte en couille, [...] j'ai lancé Xtreem Music comme un coup de pouce en 2001. »
En 2012, Xtreem signe le groupe portugais Holocausto Canibal. Le 11 avril 2014, Xtreem Music annonce sa signature pour un contrat à l'international avec le groupe de death metal iranien Azooma,,.

## Groupes et artistes
- Abaddon Incarnate
- Altar of Sin
- Anvil of Doom
- Avulsed
- Azooma
- Demigod
- Disgorge
- Funebre
- Kronos
- Murder Death Kill
- Paganizer
- Vorkreist